# Fred. Olsen & Co.

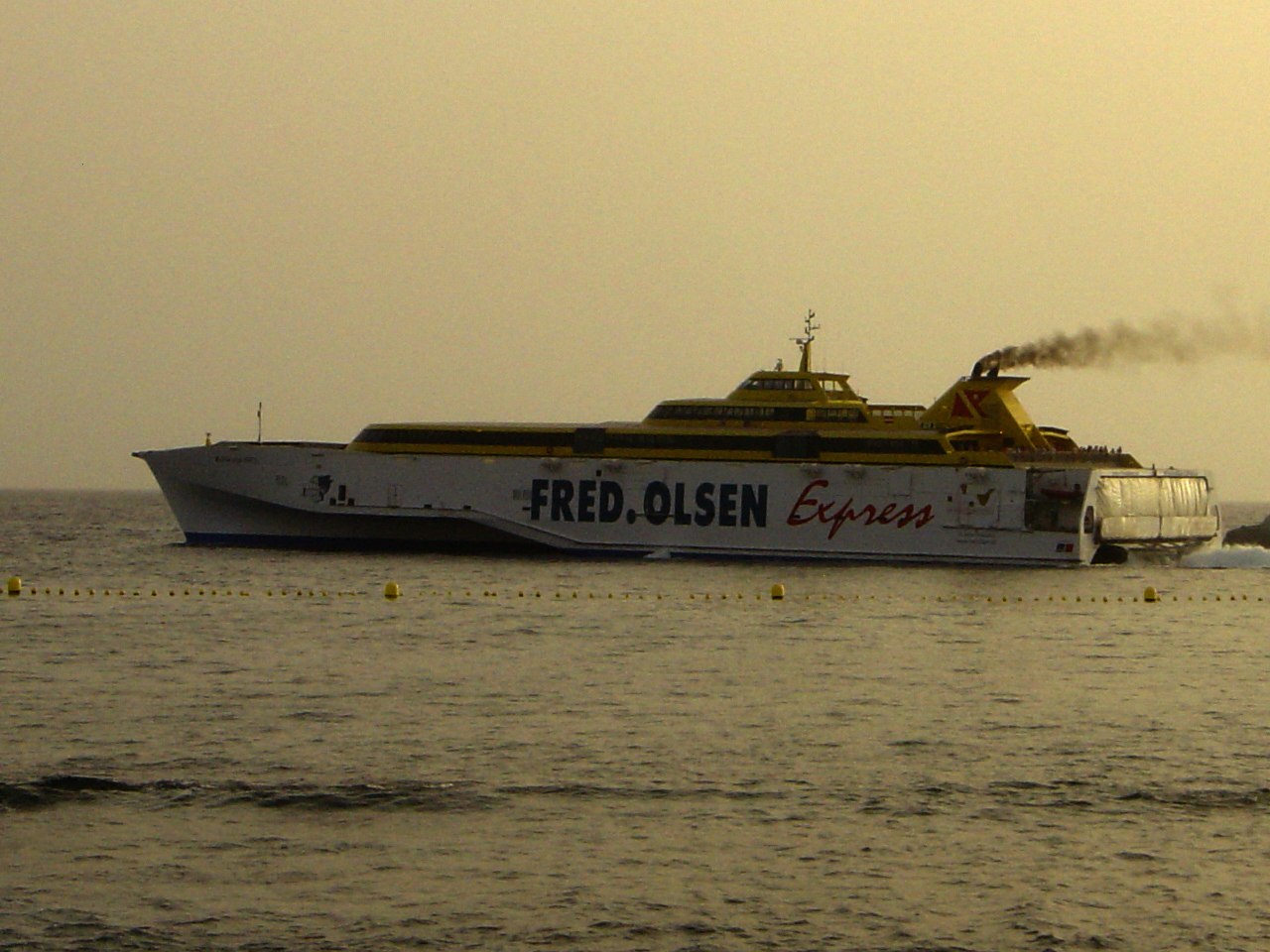
Fred Olsen Express sur La Gomera

Fred. Olsen & Co. est un groupe du secteur maritime dont le siège se trouve à Oslo en Norvège.

## Histoire

### Les origines
Fondée en 1848 par l'ainé de trois frères marins, Fredrik Christian Olsen, Fred. Olsen & Co. est à l'origine une compagnie maritime basée dans le village de Hvitsten, en Norvège, près d'Oslo. Chacun des frères devient rapidement capitaine et achète plusieurs navires : Fredrik Christian en possède vingt-deux à sa mort en 1875, Andreas cinq lorsqu'il meurt en 1893, et Petter en possède seize à sa mort en 1899. 
L'entreprise doit son nom actuel à Thomas Fredrik Olsen : fils de Petter Olsen, il reprend l'entreprise après lui et la développe considérablement en passant à la technologie des navires à vapeur à partir de 1897, en organisant plusieurs lignes maritimes régulières, en Norvège puis à l'international. 

### Années 1960: la diversification des activités
Dans les années 1960, Fred. Olsen, petit-fils de Thomas Fredrik Olsen, commence à diversifier les activités du groupe en fondant des filiales dans les domaines de la prospection, du raffinage et de la vente du pétrole, d'où la création du Norwegian Oil Consortium (NOCO) puis de Saga Petroleum A/S. En 1997, l'ensemble des activités offshore et des filiales dans les domaines énergétiques du groupe sont constituées en une nouvelle entreprise indépendante, Fred. Olsen Energy ASA.
En 1997, le groupe se lance dans le secteur des énergies renouvelables avec Fred. Olsen Renewables, qui exploite d'abord un parc d'éoliennes en Écosse, puis se développe en Norvège, en Suède, au Royaume-Uni et en Irlande.
La PDG actuelle de l'entreprise est Anette S. Olsen, qui la dirige depuis 1994 et appartient à la cinquième génération de cette entreprise familiale.

### Perte du Braga
Le 7 février 1961, le cargo fruitier Braga en sortant du port de Dieppe heurte le quai du chenal. Victime d'une déchirure de la coque, il coule à 25 nautiques de Dieppe. C'est le cargo Rennes qui récupère l'équipage. Il n'y aura aucune victime corporelle.